# Takehiro Tomiyasu
Takehiro Tomiyasu (født 5. november 1998) er en japansk fodboldspiller, der spiller for den engelske london-klub Arsenal. Han er medlem af Japans fodboldlandshold.

## Japans fodboldlandshold
| Japans landshold | Japans landshold | Japans landshold |
| År               | Kmp              | Mål              |
| ---------------- | ---------------- | ---------------- |
| 2018             | 2                | 0                |
| Total            | 2                | 0                |